# Halvdan 23 1/2 år
Halvdan 23 1/2 år är ett musikalbum med Halvdan Sivertsen. Albumet, som är Sivertsens debut album, utgavs som LP (vinyl) 1973 av skivbolaget Experience Records.

## Låtlista
Sida 1
1. "Harry Olsen" – 2:34
2. "Brudevals" – 4:22
3. "Preken" – 2:29
4. "17 år, hurra hurra" – 2:47
5. "Blues bare" – 3:15
6. "Dødens venteværelse" – 3:10

Sida 2
1. "Abortvise" – 2:04
2. "Til London m. fly" – 4:34
3. "Sex for en kveld" – 2:53
4. "Kjærlighet" – 4:15
5. "Lars og Lotte" – 2:32
6. "Og min sang gråt" – 3:31

- Alla låtar skrivna av Halvdan Sivertsen.

## Medverkande
Musiker
- Halvdan Sivertsen – sång, gitarr, arrangement
- Jan Arild Bøe – gitarr, basgitarr
- Lennart Mårli – orgel, piano, synthesizer
- Steinar Toftesund – trummor
- Ludvik Jørgensen – viol
- Bertil Eriksen – trombon

Produktion
- Nils Øybakken – musikproducent, ljudtekniker
- Tor Waageng – foto
- Terje Nilsen – portrett av "Harry Olsen"